# Shimano Tiagra

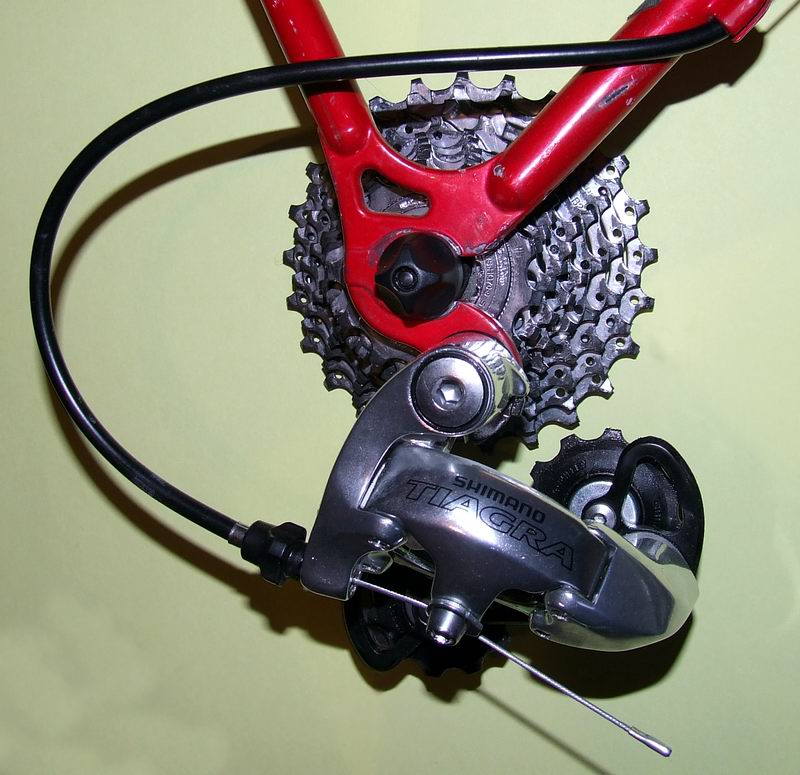
Tiagra-9-fach-Schaltwerk

Tiagra ist die Bezeichnung einer Rennradgruppe des japanischen Herstellers Shimano. Sie bedient in etwa die untere Mittelklasse und rangiert in der firmeninternen Hierarchie nach Gangzahl, Preis- und Gewicht unter der Shimano-105-Gruppe und über den Einsteigergruppen Sora, Claris und Tourney.

## Geschichte
Die Shimano-Tiagra-Gruppe wurde um das Jahr 2000 eingeführt und ersetzte die bis dahin bestehende RX100-Gruppe. Seit 2012 wird Tiagra als Zehnfach-Gruppe angeboten. 2005 wurde die Octalink-Aufnahme bei Kurbel und Innenlager der Gruppe eingeführt. Ein Jahr später wurde bei der Serie 4500 die Hollowtech-II-Technik für die Verbindung zwischen Kurbel und Innenlager als Standard definiert. Ebenso sind seitdem STIs mit integrierter Ganganzeige für die Gruppe verfügbar. 2012 änderte Shimano mit der 4600-Serie die Schalttechnik so weit, dass reguläre Rennradkassetten mit 32 Zähnen auf größtem Ritzel für die Gruppe angeboten werden. Die Gruppe war fortan in der Zehnfach-Variante verfügbar. 2016 wurde die 4700-Serie vorgestellt. Die Komponenten Kassetten und Kurbel sowie die Kabelführung und das Schaltwerk wurden erweitert bzw. verbessert. Die Kurbel wurde auf das neue Four-Arm-Design umgestellt und in der Variante mit Zweifach- und Dreifach-Kettenblättern geliefert. Kurbeln in vier Längen von 165 bis 175 mm sind verfügbar.
Während die nächsthöhere Gruppe 105 inzwischen von 11- auf 12-fach aufgerüstet wurde, wurde die Tiagra-Gruppe noch nicht um einen Gang aufgewertet (Stand August 2022).
Der Gewichtsunterschied zur hochwertigen Ultegra Gruppe machte bei den älteren Neunfach-Varianten von 2008 laut Tour rund 350 Gramm Mehrgewicht aus.

## Komponenten
Die Gruppe beinhaltet die Komponenten:
- Schaltwerk
- Umwerfer
- Tretkurbeln
- Innenlager
- Kette
- Kettenblätter
- Bremsen
- Schalt- und Bremsgriffe (STI)
- Naben